# Phản ứng acid–base
Một phản ứng acid–base là một phản ứng hóa học xảy ra giữa một acid và một base. Nhiều mô hình cho một định nghĩa rõ ràng về cách hoạt động của phản ứng hóa học và ứng dụng của chúng trong việc giải quyết những vấn đề có liên quan; những mô hình này được gọi là thuyết acid–base, ví dụ như là thuyết acid–base Brønsted–Lowry.
Tầm quan trọng của chúng hiện rõ trong việc phân tích các phản ứng acid–base với dạng khí và dạng lỏng. Hoặc là để phân biệt tính acid hay là tính base yếu hơn. Khái niệm đầu tiên trong số này được nhà hóa học người Pháp Antoine Lavoisier đưa ra vào khoảng năm 1776.
Điều quan trọng là coi các mô hình phản ứng acid–base như những lý thuyết bổ sung cho nhau. Ví dụ, mô hình Lewis hiện tại có định nghĩa rộng nhất về acid và base, với lý thuyết Brønsted–Lowry thì hẹp hơn, và lý thuyết Arrhenius là hẹp nhất.

## Định nghĩa

### Quá trình lịch sử
Guillaume-François Rouelle là người đầu tiên đưa ra khái niệm phản ứng acid–base vào năm 1754, người đã đưa từ "base" vào hóa học để chỉ một chất phản ứng với acid để tạo thành dạng rắn (dưới dạng muối). Base trong tự nhiên chủ yếu là có vị đắng.

#### Lý thuyết acid dựa trên oxy của Lavoisier
Lavoisier là người đưa ra khái niệm khoa học đầu tiên về acid và base vào khoảng năm 1776. Vì kiến thức về acid mạnh của Lavoisier chủ yếu chỉ giới hạn ở các acid oxo, chẳng hạn như HNO
3 (acid nitric) và H
2SO
4 (acid sulfuric), có xu hướng để các nguyên tử có trạng thái oxy hóa cao ở trung tâm và được oxy bao quanh, và vì ông không biết thành phần thực sự của các acid hydrohalic (HF, HCl, HBr, và HI) nên ông đã định nghĩa acid theo thành phần chứa oxy của chúng. Định nghĩa của Lavoisier được giữ vững trong hơn 30 năm, cho đến bài báo năm 1810 và các bài giảng tiếp theo của Humphry Davy, trong đó ông đã chứng minh được H
2S, H2Te và các acid hydrohalic không có sự hiện diện của oxy. Tuy nhiên, Davy đã thất bại trong việc phát triển một lý thuyết mới, kết luận rằng "tính acid không phụ thuộc vào bất kỳ chất cơ bản cụ thể nào mà phụ thuộc vào sự sắp xếp đặc biệt của nhiều chất khác nhau" ("acidity does not depend upon any particular elementary substance, but upon peculiar arrangement of various substances"). Jöns Jacob Berzelius, một nhà hóa học người Thụy Điển, đã đưa ra một sửa đổi đáng chú ý của lý thuyết oxy, người đã cho rằng acid là oxide của phi kim trong khi base là oxide của kim loại.

#### Lý thuyết acid dựa trên hydro của Liebig
Năm 1838, Justus von Liebig đề xuất rằng acid là hợp chất chứa hydro mà hydro có thể được thay thế bằng kim loại. Việc định nghĩa lại này dựa trên công trình sâu rộng của ông về thành phần hóa học của acid hữu cơ, hoàn thiện sự chuyển đổi học thuyết từ acid dựa trên oxy sang acid dựa trên hydro do Davy khởi xướng. Định nghĩa của Liebig, tuy hoàn toàn mang tính thực nghiệm, vẫn được sử dụng trong gần 50 năm cho đến khi định nghĩa của Arrhenius được áp dụng.

### Định nghĩa của Arrhenius

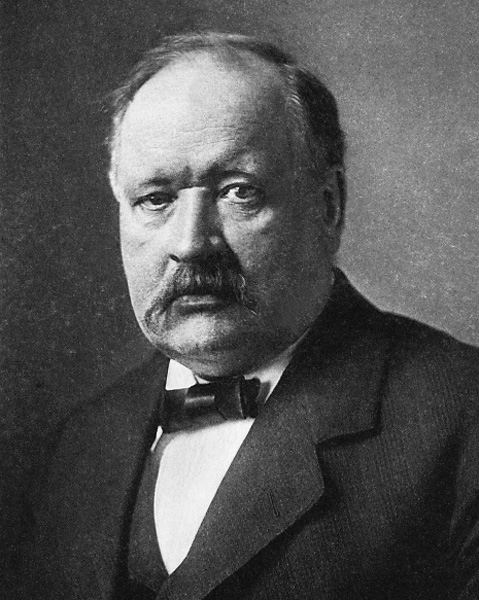
Svante Arrhenius.

Định nghĩa hiện đại đầu tiên về acid và base theo thuật ngữ phân tử được Svante Arrhenius đưa ra. Là một lý thuyết acid dựa trên hydro, định nghĩa này tiếp nối công trình năm 1884 của ông với Wilhelm Ostwald trong việc chứng minh sự hiện diện của các ion trong dung dịch nước, điều đó đã giúp Arrhenius nhận được giải Nobel Hóa học năm 1903.
Theo định nghĩa của Arrhenius:
- Một acid Arrhenius là chất ion hóa trong nước tạo thành ion hydro (H+);[11] tức là acid làm tăng nồng độ ion H+ trong dung dịch nước.

Điều này gây ra sự proton hóa của nước, tức là sự hình thành ion hydroni (H3O+). Do đó, trong thời hiện đại, ký hiệu H+ được hiểu là viết tắt của H3O+, bởi vì ngày nay người ta biết rằng proton không tồn tại dưới dạng chất tự do trong dung dịch nước. Đây là loại được đo bằng chỉ số pH để đo độ acid hoặc độ base của dung dịch.
- Base Arrhenius là chất phân ly trong nước tạo thành ion hydroxide (OH−); nghĩa là base làm tăng nồng độ ion OH− trong dung dịch nước.

Các định nghĩa của Arrhenius về độ acid và độ kiềm bị giới hạn trong dung dịch nước và không có giá trị đối với hầu hết các dung dịch không chứa nước, và đề cập đến nồng độ của các ion dung môi. Theo định nghĩa này, H2SO4 và HCl tinh khiết hòa tan trong toluen không có tính acid, NaOH nóng chảy và dung dịch calci amide trong amonia lỏng không có tính kiềm. Điều này dẫn đến sự phát triển của lý thuyết Brønsted–Lowry và lý thuyết Lewis tiếp theo để giải thích cho những trường hợp dung dịch không chứa nước ngoại lệ này.
Phản ứng của acid với base gọi là phản ứng trung hòa. Sản phẩm của phản ứng này là muối và nước.
acid + base → muối + nước

### Định nghĩa của Brønsted–Lowry
Định nghĩa Brønsted–Lowry, được đưa ra vào năm 1923, độc lập bởi Johannes Nicolaus Brønsted ở Đan Mạch và Martin Lowry ở Anh, dựa trên ý tưởng về sự proton hóa của các base thông qua sự khử proton của acid—tức là khả năng "tặng" (các) ion hydro (H+)—còn được gọi là proton—cho các base "chấp nhận" chúng.
Do đó, phản ứng acid–base là sự loại bỏ ion hydro khỏi acid và thêm nó vào base. Việc loại bỏ ion hydro khỏi acid sẽ tạo ra base liên hợp của acid, tức là acid cho ion hydro. Sự nhận proton của một base tạo ra acid liên hợp của base, tức là base được thêm ion hydro.

### Định nghĩa của Lewis
Sự cần thiết của hydro trong thuyết Arrhenius và thuyết Brønsted–Lowry đã không còn theo định nghĩa của Lewis về phản ứng acid–base, do Gilbert N. Lewis đưa ra vào năm 1923, cùng năm với thời điểm thuyết Brønsted–Lowry được đưa ra, nhưng nó không được ông xây dựng chi tiết cho đến năm 1938. Thay vì định nghĩa các phản ứng acid–base bằng proton hoặc các chất liên kết khác, định nghĩa của Lewis định nghĩa rằng một base (gọi là base Lewis) là một hợp chất có thể cho một cặp electron và một acid (gọi là acid Lewis) là một hợp chất có thể nhận cặp electron này.
Ví dụ, bor trifluoride, BF3 là một acid Lewis điển hình. Nó có thể nhận một cặp electron vì nó có một chỗ trống trong octet của nó. Ion fluoride có một octet đầy đủ và có thể cho một cặp electron. Như vậy
BF3 + F− → BF−
4
là một phản ứng acid–base Lewis điển hình. Tất cả các hợp chất có nguyên tố thuộc nhóm bor có công thức AX3 đều có thể hoạt động như acid Lewis. Tương tự, các hợp chất có nguyên tố thuộc nhóm nitơ có công thức DY3, ví dụ như các amin NR3, và các phosphin, PR3, có thể hoạt động như các base Lewis.